# Campeonato de Europa de Fútbol Americano de 2005
El Campeonato de Europa de Fútbol Americano de 2005 correspondió al Campeonato de Europa de Fútbol Americano del Grupo A, donde se decide el campeón absoluto de Europa.
Se celebró del 28 al 30 de agosto de 2005 en Malmö (Suecia).

## Formato
Se disputó bajo un sistema de eliminación directa, con dos semifinales, una final y un partido para decidir el tercer y cuarto puestos.

## Resultados
|  | Semifinales                 | Semifinales |    |           | Final                       | Final |  |
|  |                             |             |    |           |                             |       |  |
|  |                             |             |    |           |                             |       |  |
|  | Malmö, 28 de agosto de 2005 |             |    |           |                             |       |  |
|  | Alemania                    | 34          |    |           |                             |       |  |
|  | Reino Unido                 | 0           |    |           |                             |       |  |
|  |                             |             |    |           |                             |       |  |
|  |                             |             |    |           | Malmö, 30 de agosto de 2005 |       |  |
|  |                             |             |    |           | Alemania                    | 7     |  |
|  |                             | Suecia      | 16 |           |                             |       |  |
|  |                             |             |    |           |                             |       |  |
|  |                             |             |    |           |                             |       |  |
|  |                             |             |    |           | Tercer/Cuarto Puesto        |       |  |
|  | Malmö, 28 de agosto de 2005 |             |    |           |                             |       |  |
|  | Finlandia                   | 19          |    | Finlandia | 34                          |       |  |
|  | Suecia                      | 23          |    |           | Reino Unido                 | 12    |  |

## Clasificación final
| Puesto | Equipo      | Ganados | Perdidos | P. a favor | P. en contra |
| ------ | ----------- | ------- | -------- | ---------- | ------------ |
| 1      | Suecia      | 2       | 0        | 39         | 26           |
| 2      | Alemania    | 1       | 1        | 41         | 16           |
| 3      | Finlandia   | 1       | 1        | 53         | 35           |
| 4      | Reino Unido | 0       | 2        | 12         | 68           |